# Tomar-Re
Tomar-Re è un personaggio immaginario della DC Comics, ed un membro del Corpo delle Lanterne Verdi. Debuttò in Green Lantern n. 6 in una storia scritta da John Broome ed illustrata da Gil Kane.

## Biografia del personaggio
Tomar era uno scienziato del pianeta Xudar prima di unirsi al Corpo delle Lanterne Verdi. È un membro di alta considerazione nel Corpo, allenando nuove reclute, come Arisia, e servendo come Guardia d'Onore. Investigò su alcuni rapporti di abuso di potere da parte di Sinestro su Korugar. Era un caro amico di Abin Sur, Lanterna Verde del vicino settore 2814. Fu anche la prima Lanterna ad incontrare il rimpiazzo di Sur, Hal Jordan, e i due andarono d'accordo nello stesso modo. Fu nella linea temporale post-Crisi, che la loro amicizia divenne più profonda dato che la recluta jordan lo incontrò dopo essere stato appena reclutato. Jordan fu portato da lui dal suo anello del potere per essere aiutato con le sue difficoltà nell'utilizzo corretto dell'anello e Tomar-Re non solo lo guidò al quartier generale del Corpo delle Lanterne Verdi per un programma opzionale d'addestramento, ma gli fornì anche un supporto morale nei suoi momenti più difficili.
La missione più famosa di Tomar con il Corpo fu quando ebbe a che fare con il pianeta Krypton. Krypton era un pianeta del settore 2813, e stava diventando sempre più instabile. Era destinato ad esplodere a causa della profonda pressione interna del nucleo del pianeta. Tomar-Re voleva utilizzare un raro composto chiamato stellarium per assorbire parte della pressione tettonica, salvando così i kryptoniani. Prese parte del composto, ed era in viaggio per Krypton quando una luccicanza solare lo accecò, e lo costrinse a mollare il stellarium. Si riprese presto, ma scoprì di essere cieco. Raccolse quanto più stellarium possibile anche senza vista, e procedette verso Krypton. Era vicino all'obiettivo quando la sua vista cominciò a mettersi a fuoco. la prima cosa che vide quando riebbe la vista fu l'esplosione di Krypton. I Guardiani ricoverarono Tomar-Re e lo portarono su Oa, dove guarì e si rimise.
Successivamente divenne un membro anziano onorario del Corpo, ma questa breve carriera non fu senza costi. Il momento più difficile fu durante la crisi di Nekron quando il dio deceduto utilizzò lo spirito del padre deceduto di Tomar per costringere la Lanterna Verde ad arrendersi. Nonostante il tentativo, Tomar mantenne il suo giuramento e distrusse lo spirito di suo padre per continuare la battaglia, con suo sommo dispiacere.
Tomar andò in pensione quando l'Anti-Monitor volle conquistare il multiverso. Serviva ancora con il Corpo, incluso John Stewart, che divenne una Lanterna Verde del settore 2814. La guerra contro l'Anti-Monitor sarebbe stata l'ultima battaglia di Tomar-Re, dato che fu ucciso da criminale conosciuto come Goldface. Prima di morire, Tomar-Re selezionò John Stewart per divenire il suo rimpiazzo, forzando così l'anello di Stewart ad andare a Jordan, che si era dimesso dal Corpo, e ritornò in azione (Green Lantern vol. 2 n. 198).

### La notte più profonda
Come parte dell'evento La notte più profonda, tutte le Lanterne Verdi cadute nella cripta di Oa furono resuscitate dagli anelli neri del potere in Green Lantern Corps (vol. 2) n. 39 (ottobre 2009). Tomar-Re fu tra le Lanterne Nere che ora si ponevano contro le Lanterne Verdi su Oa.

## In altri media
- Tomar-Re ebbe un cameo silente nell'episodio in due parti "La notte più buia" della serie animata Justice League.
- Tomar-Re comparve nell'episodio "Il ritorno" della serie animata Justice League Unlimited.
- Tomar-Re fece una comparsa nell'episodio "Super papero terrestre" della serie animata Duck Dodgers. Fu la prima Lanterna Verde ad essere catturata. La voce del doppiatore non fu confermata.
- Sebbene Tomar-Re non compare nella serie animata Legion of Super Heroes, comparirono alcuni nativi del suo pianeta, Xudar, come Barrio III.
- Tomar-Re comparve brevemente nell'episodio "Lanterne" della serie animata The Batman. Hal Jordan fece ascoltare a Batman una registrazione di Tomar-Re che dava alcune informazioni riguardo alla fuga di Sinestro dalla prigione. La voce del doppiatore non fu confermata.
- Tomar-Re fu visto nell'episodio "L'attacco di Despero" della serie animata Batman: The Brave and the Bold. Comparve anche il suo pianeta natale, Xudar, e fu governato da Despero.
- Tomar-Re è apparso anche nella serie animata Lanterna Verde.

### Film
- John Larroquette diede la sua voce al personaggio di Tomar-Re in Lanterna Verde: Prima missione. Durante il film, fu tradito da Sinestro, che lo uccise con il suo nuovo anello giallo del potere appena ottenuto.
- Tomar-Re compare anche nel film Lanterna Verde uscito nel 2011. Qui il personaggio è completamente realizzato in CGI e doppiato dall'attore Geoffrey Rush.
- Tomar-Re compare anche nel film animato Lanterna Verde - I cavalieri di smeraldo, doppiato da James Arnold Taylor.